# Zapovednik Stolby
Zapovednik Stolby (Russisch: Государственный природный заповедник «Столбы»; "staatsnatuurreservaat Stolby") is een Russische zapovednik (natuurreservaat met IUCNcat. 1a) op 3 kilometer ten zuidwesten van de Russische stad Krasnojarsk op de grens van de noordwestelijke uitlopers van de Oostelijke Sajan en het Midden-Siberisch Bergland, op de plek waar het bergland grenst aan het West-Siberisch Laagland. Aan de oostzijde wordt het begrensd door de rechter zijrivieren van de Jenisej; de Bazaicha in het noordoosten en de Bolsjaja Slizneva in het zuiden en zuidwesten. Ongeveer 12 km² van het bijna 500 km² grote natuurgebied nabij de stad is daarbij aangewezen als recreatiegebied voor toeristen. Naar schatting 150.000 tot 200.000 toeristen bezoeken het park jaarlijks.
In het reservaat bevinden zich karstgrotten van ongeveer 100 meter diepte, maar het is met name bekend om een plek waar een groep van ongeveer 100 rotsen van 60 tot 90 meter hoogte  verspreid liggen in de taiga. Deze rotsen bestaan uit een formatie van syenieten, vulkanisch gesteente en sedimenten uit het Cambrium tot Carboon. Deze rotsen, die de bekendste bezienswaardigheid nabij de stad vormen, worden 'stolby' (Russisch voor "zuilen") genoemd en de mensen die ernaartoe gaan 'stolbyisten' (solo-klimmers): Sinds ongeveer 150 jaar worden de rotsen beklommen door liefhebbers. Rond dit 'stolbyisme' is een soort folklore ontstaan van traditionele gebruiken. Door het toerisme zijn de natuurlijke leefgebieden direct rond de stolby sterk achteruitgegaan.

## Geschiedenis
De Russen kregen de 'stolby' voor het eerst in het oog toen Siberische Kozakken een kleine ostrog bouwden aan de instroom van de Katsja in de Jenisej in 1624, het begin van de latere stad Krasnojarsk. De kozakken verwonderden zich over de enorme complex gevormde stenen blokken die voor hen oprezen uit het dichte woud en gaven het daarom de Bijbelse naam "Stolpy", wat later werd vervormd tot "Stolby". Deze naam is sindsdien verworden tot een algemene naam voor gelijksoortige rotsformaties in Siberië en het Russische Verre Oosten en wordt tevens als geologische term gebruikt.
Diverse bekende personen deden de stolby aan in hun geschiedenis, zoals Daniel Gottlieb Messerschmidt (driemaal tussen 170 en 1727), Vitus Bering (tussen 1733 en 1734), een aantal leden van de Tweede Kamtsjatka-expeditie in 1735 (Johann Georg Gmelin en zijn assistent Stepan Krasjeninnikov) en Peter Simon Pallas (tussen 1771 en 1773).
In de jaren 1830 begon de Siberische goldrush en werd er ook goud gewonnen bij de stolby. Uit deze tijd is het begrip '(goud)delverstroom' (Rojev Roetsjej) ontstaan.
In de jaren 1870 tot 1880 werden de eerste excursies naar de stolby georganiseerd door leraar Ivan Savenkov van het middelbaar gymnasium van Krasnojarsk. Hij leverde ook een topografische beschrijving van de omgeving van Krasnojarsk, wat daarop een handboek werd voor beginnende Siberische geologen. In 1886 schreef hij een boek over de geologische structuur van de omgeving van Krasnojarsk.
De zapovednik werd uiteindelijk ingesteld in 1925 op initiatief van de inwoners van de stad die de natuur rondom de stolby wilden beschermen. Sinds de instelling van het park wordt er onderzoek verricht naar het milieu, waaronder de invloed van recreatie en luchtvervuiling op het natuurlijk systeem en onderzoek naar zeldzame plant- en diersoorten. Van het einde van de jaren 1940 tot nu zijn ruim 15 wetenschappelijke werken over de rotsen verschenen.
In 2000 werd in een uithoek van het reservaat de dierentuin Rojev Roetsjej opgezet.

## Klimaat
Het klimaat is er iets koeler dan in de bossteppegebieden rondom, maar de gemiddelde jaarlijkse luchttemperatuur ligt er met −1,2 °C iets lager dan de +0,3° eromheen. De luchtvochtigheid en neerslag (686 mm) ligt er anderhalfmaal hoger en de groeiperiode is er korter (138 dagen).

## Landschap en flora en fauna
In het laagland groeien met name loofbossen en lichte coniferen en in de hoger gelegen gebieden groeien met name lichte en donkere coniferenbossen. De locatie van de zapovednik op de grens van de bossteppe van de kraj Krasnojarsk, de bergtaiga van de Oostelijke Sajan en de taiga van het Midden Siberisch-Bergland zorgt voor een rijke biodiversiteit aan flora en fauna. Er bevinden zich ruim duizend soorten planten, waaronder ongeveer 260 mossensoorten en ruim 150 zwaar beschermde soorten (Rode Boek). Voorbeelden van plantsoorten in het gebied zijn Calypso bulbosa, vrouwenschoentje en Cypripedium macranthos, Dactylorhiza majalis, kapjesorchis, soldaatje en vedergras. Er bevinden zich 8 boomsoorten, met name dennen (41%) en sparren (28%).
Er bevinden zich bijna 60 diersoorten, waaronder wolf, beer, veelvraat, haas, langstaartgrondeekhoorn, Siberisch muskushert, Siberisch ree, steppebunzing, sabelmarter, Myodes-soorten, Spermophilus-soorten, Bonasa-soorten en in de jaren 1950 geïmporteerde nertsen en muskusratten. Tot de bijna 200 soorten vogelsoorten in het gebied behoren boomklevers, pestvogels, barmsijzen, hazelhoenders, notenkrakers, spechten, blauwe nachtegalen, vinken, slechtvalken, steenarenden en visarenden. Gemiddeld leven er 400 tot 600 vogels per vierkante kilometer.

## Toerisme
De rotsen vormen de belangrijkste bezienswaardigheid van het reservaat. Ze worden meestal gezamenlijk als 'stolby' aangeduid, maar een aantal hebben een eigen naam. Er wordt onderscheid gemaakt naar 'stolby'; de voor toeristen toegankelijke rotsen en 'wilde stolby'; de rotsen die diep in het park liggen en zonder toestemming niet toegankelijk zijn voor het gewone publiek. In het park kunnen grofweg drie toeristische plekken worden onderscheiden:
- Fanpark Bobrovy log: het grootste en een van de modernste skicomplexen ten oosten van de Oeral. Hier bevindt zich een kabelbaan vanaf de Bazaicharivier naar de top, waar een uitzichtpost is opgezet. Nabij ligt het bergmassief Takmak. Een ander skigebied in de vallei van de Bazaicha is Kasjtak.
- Tsentralnye Stolby: gebied op 7 kilometer van de reservaatgrens waar zich de meeste 'stolby' bevinden, zoals 'Grootvader' (Ded), 'Pluimen' (Perja), 'Leeuwenpoorten' (Lvinye vorota) en Stolby I tot IV.
- de rots Kitajskaja stenka ("Chinese muur") in het dal van de Bazaicha, aan de voet van de Takmak. Hier komen met name 'stolbyisten'. Hier bevindt zich ook de rots 'Jermak' en de groep van kleine rotsen "Voroboesjki".